# Kameo: Elements of Power
Kameo: Elements of Power – przygodowa gra akcji wyprodukowana przez firmę Rare i wydana przez Microsoft Game Studios wyłącznie na konsolę Xbox 360 w 2005 roku. Pierwotnie gra miała ukazać się na konsolę GameCube.